# Skierka cristata
Skierka cristata är en svampart som beskrevs av Mains 1939. Skierka cristata ingår i släktet Skierka och familjen Pileolariaceae.   Inga underarter finns listade i Catalogue of Life.